# Гепаднавирусы
Гепаднавирусы (лат. Hepadnaviridae) — семейство вирусов, вызывающих заболевания печени у человека и животных.

## Геном
Гепаднавирусы имеют небольшой геном частично двуцепочечной, частично одноцепочечной кольцевой ДНК. Геном состоит из двух разных цепочек ДНК, одна из которых отрицательная, а другая — положительная.
По классификации Балтимора семейство относят к седьмой группе, так как их репликация осуществляется через стадию РНК. Три основных открытых рамки считывания кодируют четыре гена — основной белок, полимеразу, поверхностные антигены (preS1, preS2 и S) и белок X, который, по-видимому, является неструктурным.

### Репликация
Гепаднавирусы реплицируются через стадию РНК, на матрице которой происходит обратная транскрипция в ДНК. Обратная транскриптаза связана ковалентно с коротким трех- или четырехнуклеотидным праймером. Большинство гепаднавирусов способны реплицироваться только в клетках специфического хозяина, что затрудняет эксперименты in vitro.
Вирус связывается со специфическим рецептором на поверхности клетки. Геном вируса, связанный со структурными белками попадает в цитоплазму клетки. Геномная нуклеиновая кислота транспортируется в ядро, где частично двуцепочечная ДНК «репарируется» ферментами клетки, при этом образуется двуцепочечная ДНК. В ядре кольцевая ДНК транскрибируется РНК-полимеразой клетки и затем в цитоплазме транслируется на рибосомах.

## Прогноз
Большинство людей, контактирующих с вирусом, способны справиться с заболеванием самостоятельно, в организмах остальных, развивается острая вирусная инфекция, которая может приводить к тяжелым повреждениям печени, и, в редких случаях, к первичной раковой опухоли печени.
См. также: Гепатит B

## Классификация
На июнь 2021 года в семейство включают 5 родов:
- Род Avihepadnavirus (3 вида)
- Род Herpetohepadnavirus (1 вид)
- Род Metahepandnavirus (1 вид)
- Род Orthohepadnavirus (12 видов)
- Род Parahepadnavirus (1 вид)